# Forcipomyia spatuligera
Forcipomyia spatuligera är en tvåvingeart som beskrevs av John William Scott Macfie 1949. Forcipomyia spatuligera ingår i släktet Forcipomyia och familjen svidknott. Inga underarter finns listade i Catalogue of Life.